# Municipio de Logan (condado de Meade)
El municipio de Logan (en inglés: Logan Township) es un municipio ubicado en el condado de Meade en el estado estadounidense de Kansas. En el año 2010 tenía una población de 87 habitantes y una densidad poblacional de 0,31 personas por km².

## Geografía
El municipio de Logan se encuentra ubicado en las coordenadas 37°13′22″N 100°10′29″O / 37.22278, -100.17472. Según la Oficina del Censo de los Estados Unidos, el municipio tiene una superficie total de 284.46 km², de la cual 284,43 km² corresponden a tierra firme y (0,01 %) 0,02 km² es agua.

## Demografía
Según el censo de 2010, había 87 personas residiendo en el municipio de Logan. La densidad de población era de 0,31 hab./km². De los 87 habitantes, el municipio de Logan estaba compuesto por el 87,36 % blancos, el 1,15 % eran amerindios, el 10,34 % eran de otras razas y el 1,15 % eran de una mezcla de razas. Del total de la población el 8,05 % eran hispanos o latinos de cualquier raza.